# Chasmina mariae
Chasmina mariae är en fjärilsart som beskrevs av Paul Mabille 1881. Chasmina mariae ingår i släktet Chasmina och familjen nattflyn. Inga underarter finns listade i Catalogue of Life.